# Revin
Revin – miejscowość i gmina we Francji, w regionie Grand Est, w departamencie Ardeny.
Według danych na rok 1990 gminę zamieszkiwało 9371 osób, a gęstość zaludnienia wynosiła 244 osób/km².